# Lille Vildmose

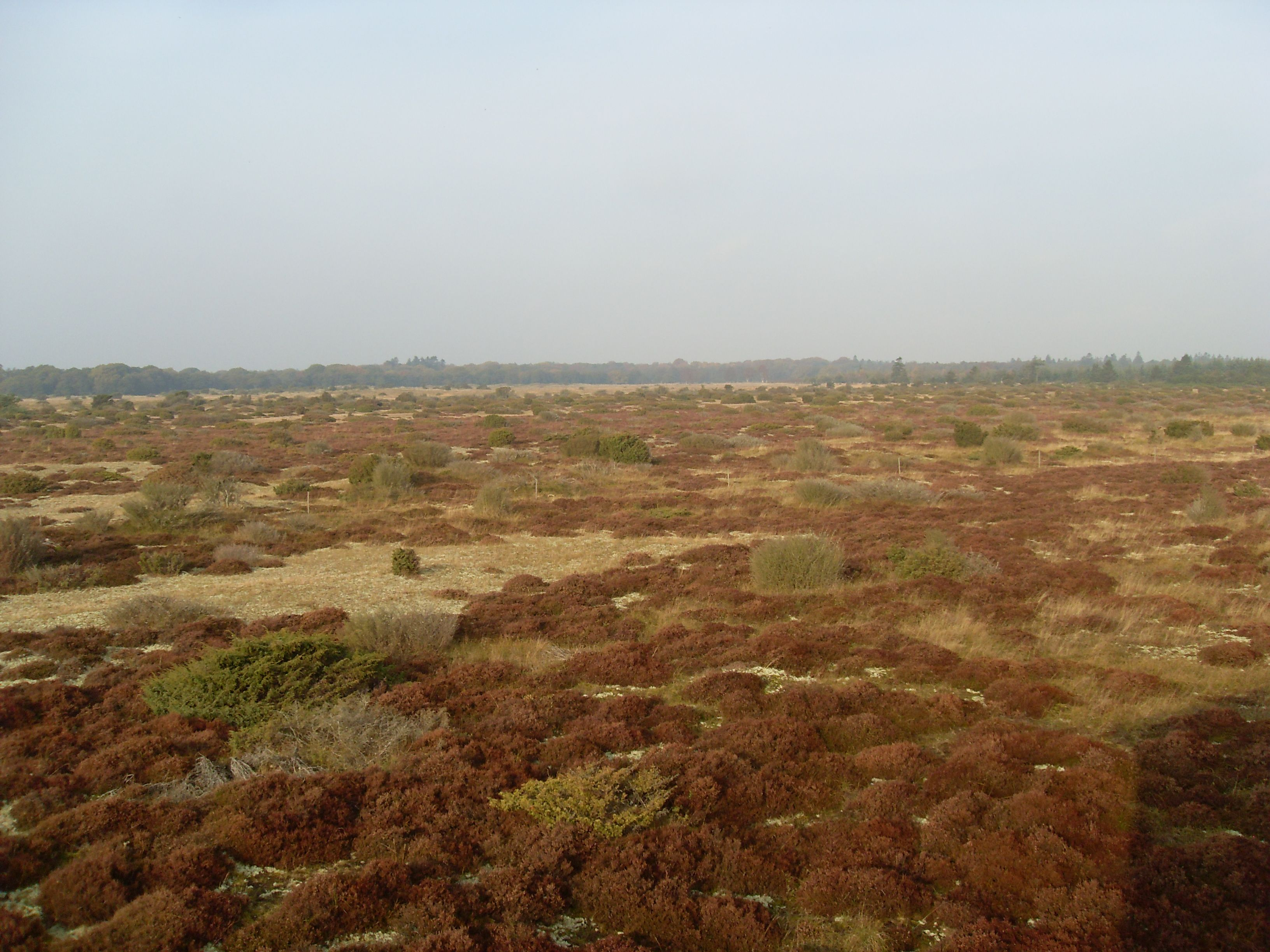
Lille Vildmose

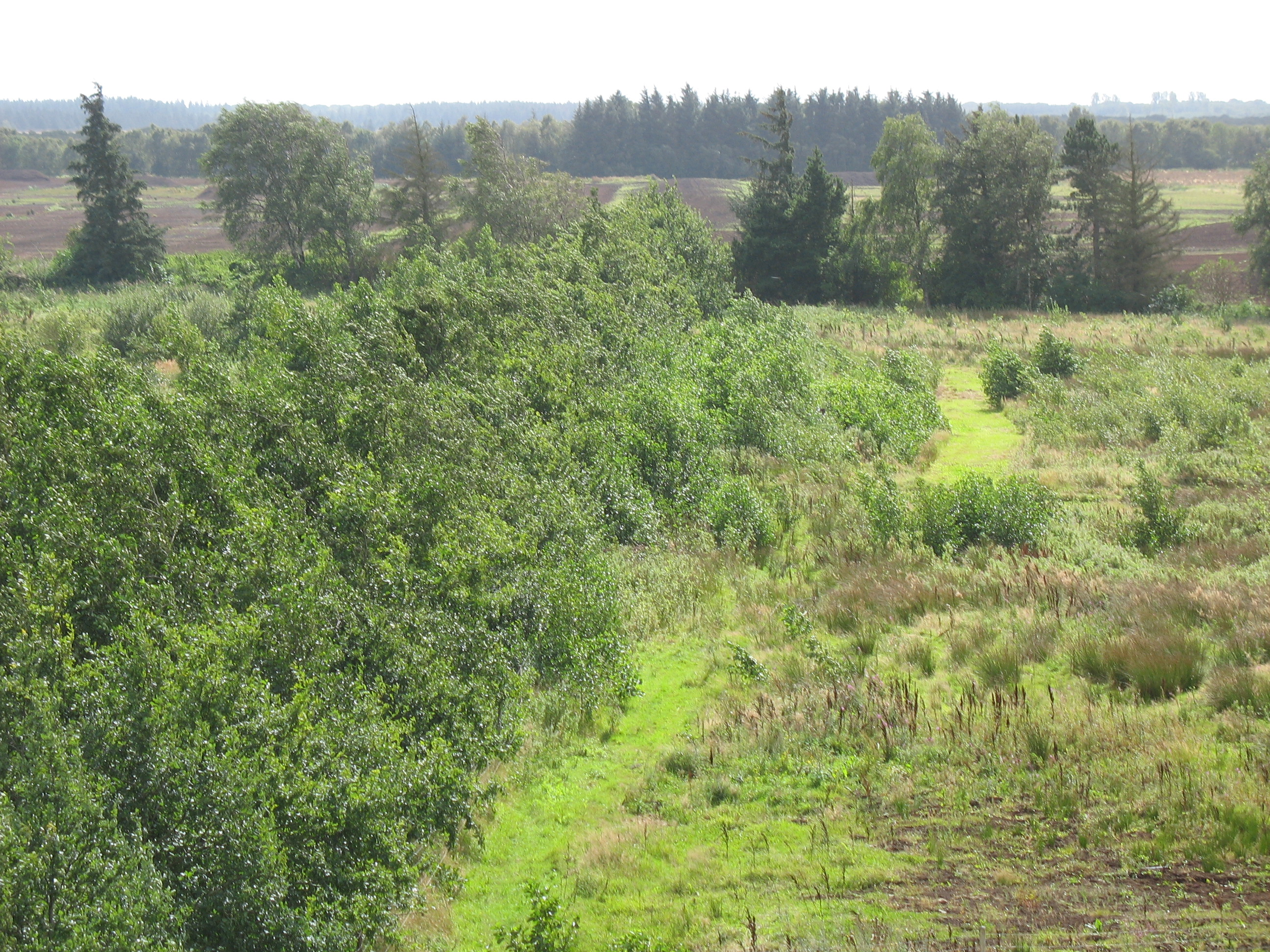
Den centrala delen av Lille Vildmose

Lille Vildmose är ett naturområde i Ålborgs och Mariagerfjords kommuner på nordöstra Himmerland i Danmark, 28 kilometer sydost om Ålborg. Området är dels privat och dels statsägt. 600 hektar av området är fredat sedan 2007. Det är en kandidat till att bli nationalpark i Danmark. Fredningen, som är en av Danmarks största, har skapat möjligheter till naturrestaurering, anläggande av stigar och byggande av fågeltorn.
Lille Vildmose var ödemark till mitten av 1700-talet. Vid tiden för Kristi födelse hade järnåldersfolk bott i området, som då hade en torrare och sandigare karaktär. Så småningom uppstod där en från havet avsnörd lagun till följd av landhöjning och en period av extrem nederbörd. Lagunen utvecklades till en sjö, senare en våtmark och till slut till en stor högmosse väster om Mulbjerge. Lille Vildmose är idag det största högmosseområdet inom lövskogsbältet i Nordeuropa med ett torvlager på upp till fem meters tjocklek.
Under 1900-talet exploaterades torven i mossen som bränsle, framför allt för cementfabriken Aalborg Portland. Torvutvinningen nådde en höjdpunkt under andra världskriget i Portlandsmossen. Aalborg Portland hade som mest 1 200 man anställda i manuellt arbete på mossen. Under 1930-talet köpte Landbriuksministeriet 3 000 hektar för att bedriva lantbruk, en verksamhet som drevs också under årtiondena närmast efter andra världskriget. Andra privata storaktörer som Pindstrup Mosebrug bröt torv i industriell skala för att tillverka produkter för jordförbättring i trädgårdar, handelsträdgårdar och plantskolor. För transport av den utvunna torven finns på mossen Danmarks största nät av smalspårigt (700 mm) industrispår.
Mossen har ett rikt djurliv och är känd för sitt bestånd av kronhjort samt för att vara den enda häckningsplatsen för kungsörn i Danmark.
Ett besökscentrum invigdes 2009.

## Viltreservat för visenter
Den första utsättningen av visenter i Danmark skedde 2010 på ett 37 hektar stort område i Vorup Enge vid Gudenån söder om Randers på Jylland. Ett andra projekt var Almindingen på Bornholm, där sju visenter introducerades 2012.
År 2019 överflyttades flocken på Vorup Enge (en tjur, två kor och en kalv) till ett större hägn på 4 000 hektar i den södra häften av Lille Vildmose i Tofte Skov i Mariagerfjord kommun, varmed hägnet på Vorup Enge avvecklades. Fler djur planeras för den flyttade flocken under 2020 med sikte att så småningom åstadkomma en stabil population på 15-20 djur av låglandsstam.
År 2023 hade stammen nått en population på 20 djur.

## Bildgalleri

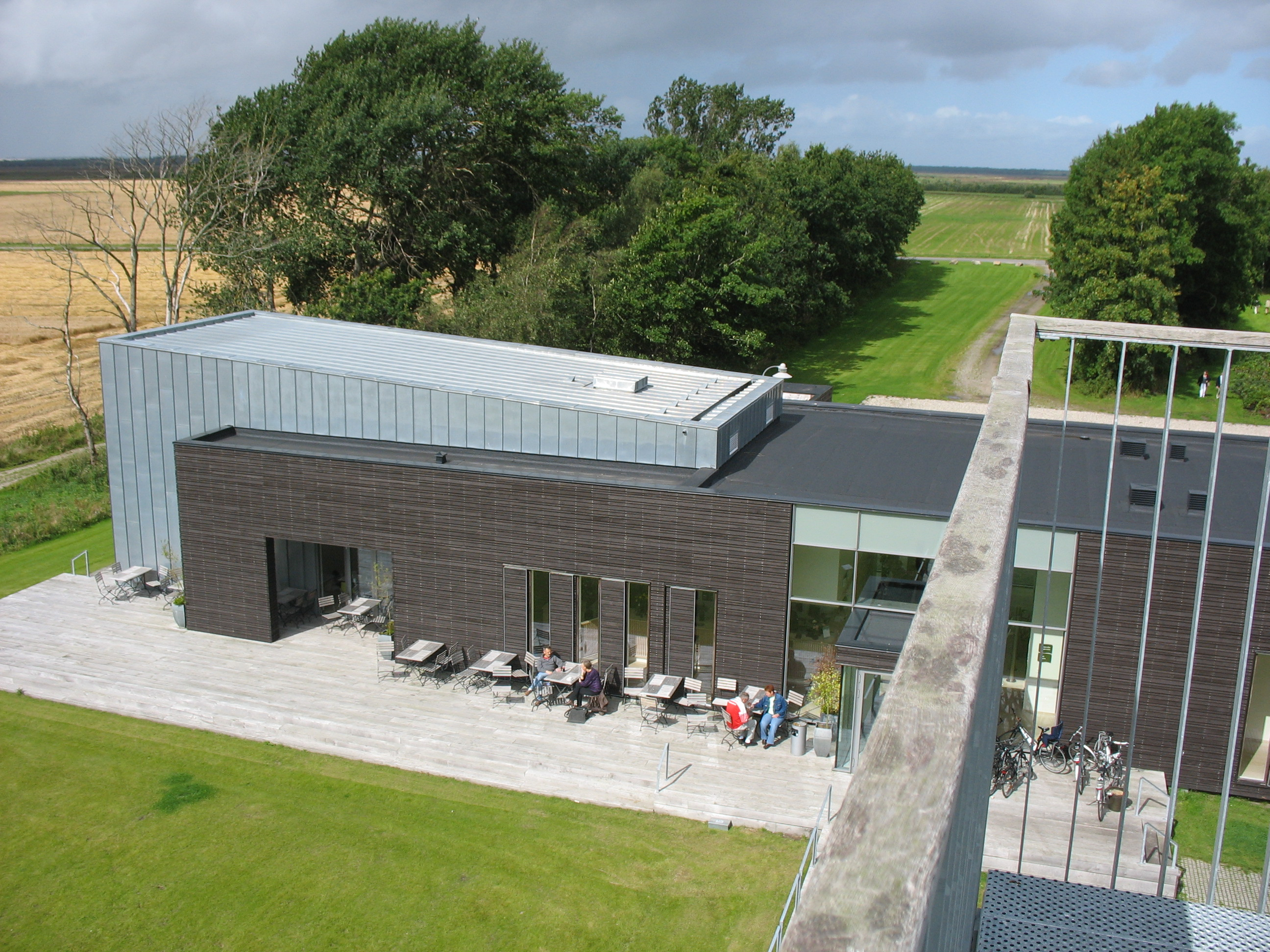
Besökscentrum
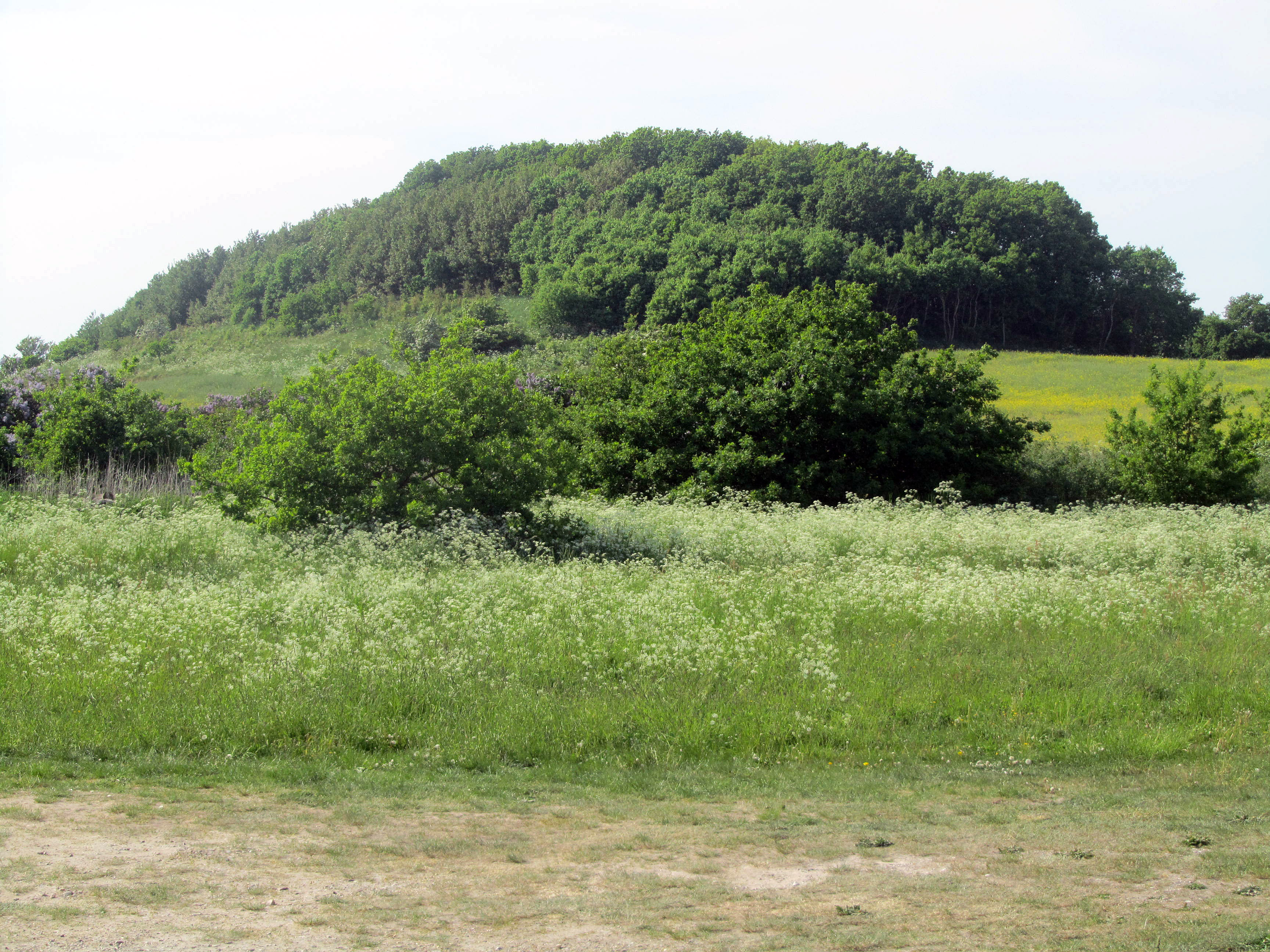
Mulbjerge
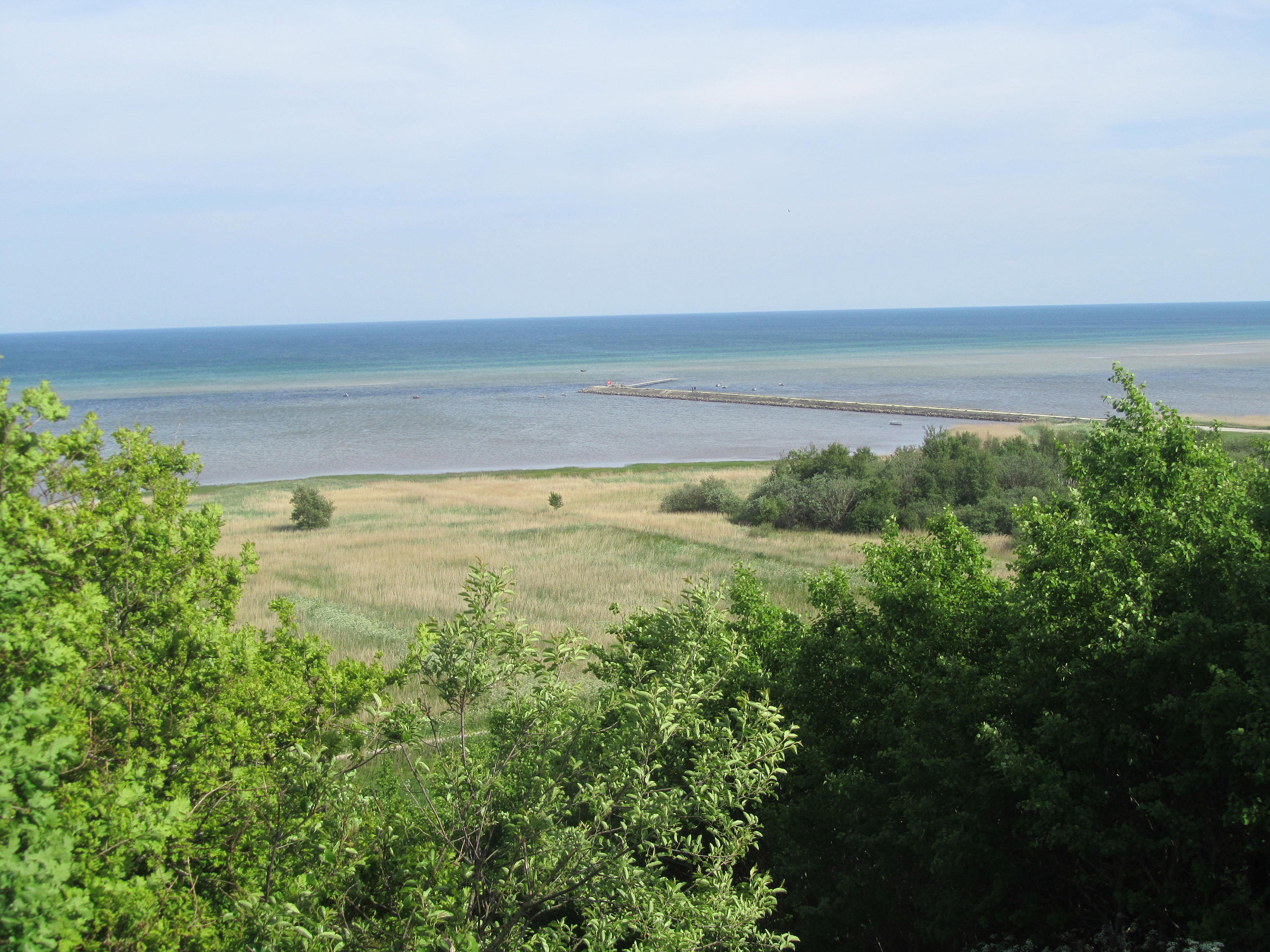
Utsikt från Mulbjerge över Kattegatt
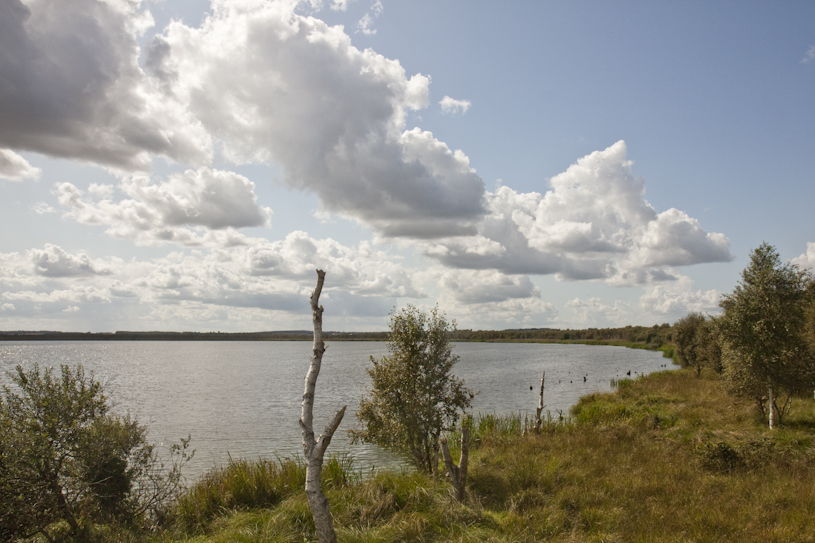
Toftesjön
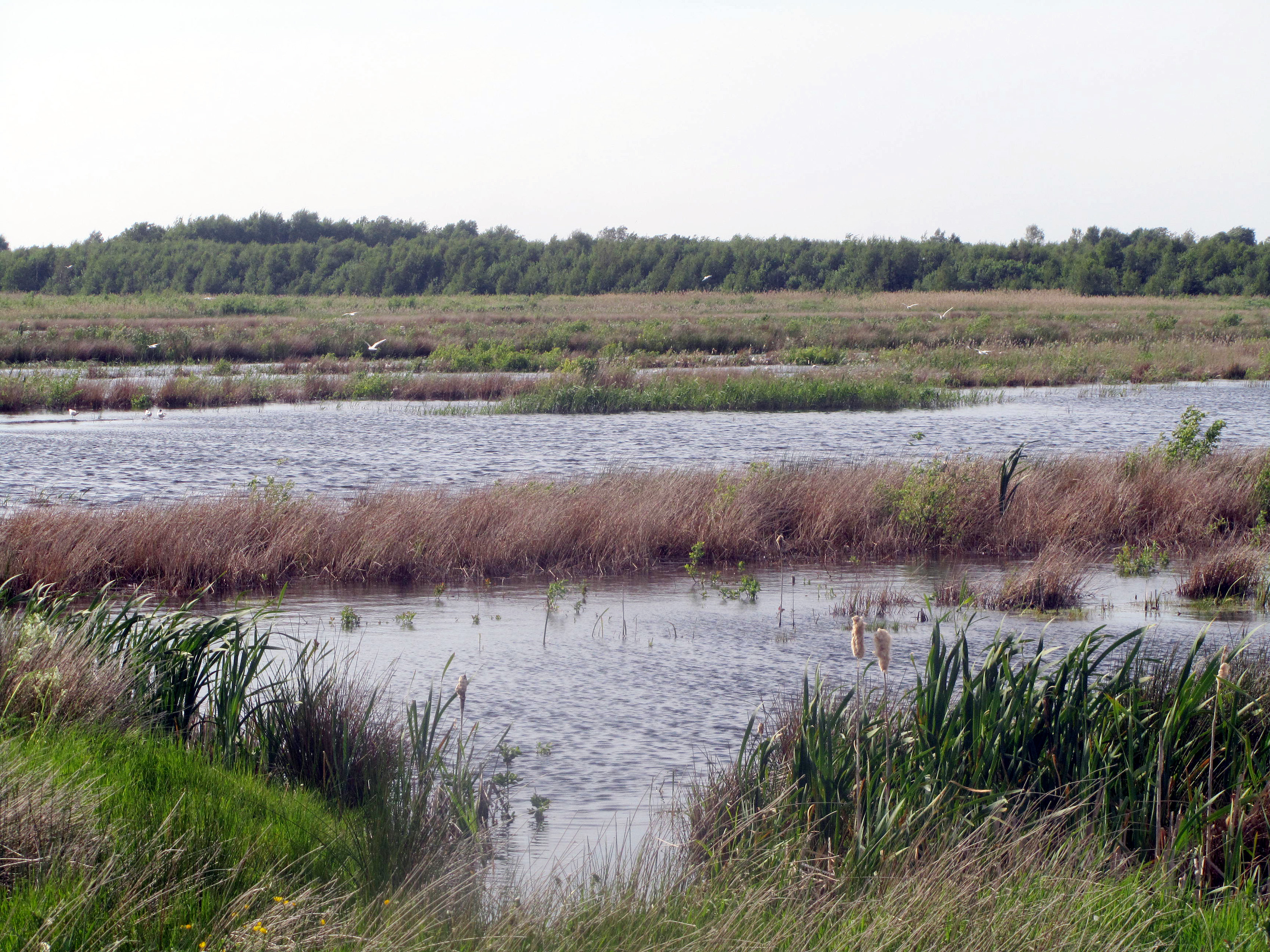
Portlandmosen